# 阿列克谢·沃尔科夫
阿列克谢·阿列克谢耶维奇·沃尔科夫（俄語：Алексе́й Алексе́евич Во́лков，1889年12月26日（格里历：1890年1月7日）—1942年3月4日），苏联党和国家领导人。曾任白俄罗斯共产党（布）中央第一书记、苏联内务人民委员会三人法庭成员。

## 生平
- 1889年12月26日（格里历：1890年1月7日）出生于沙俄梁赞省卡西莫夫区德米特列沃村的一个农民家庭。小学毕业后在家乡的手工作坊工作。
- 1912年-1915年，圣彼得堡的机械厂，造船厂工人。1915年加入俄国社会民主工党（布）。
- 1915年-1917年，赫尔辛基、芬兰堡工人。
- 1917年-1918年，彼得格勒普季洛夫工厂委员会成员，控制委员会主席。彼得格勒红卫兵成员。
- 1918年6月-1920年8月，彼得格勒卫生局局长，区议会执行委员会委员。期间，1919年-1920年，苏俄红军第7军第19步兵师军事委员，参加苏俄内战。
- 1920年，俄共（布）彼得格勒地区委员会组织部长。
- 1920年-1921年11月，塔什干苏维埃执行委员会主席。
- 1921年11月-1922年4月，突厥斯坦救济委员会副主席。
- 1922年5月-7月，突厥斯坦苏维埃社会主义自治共和国内务人民委员部公共服务司司长。
- 1922年7月-11月，突厥斯坦苏维埃社会主义自治共和国社会保障人民委员。
- 1922年11月-12月，突厥斯坦苏维埃社会主义自治共和国社会保障副人民委员。
- 1922年12月-1923年3月，突厥斯坦共产党（布）波尔托拉茨克区委执行书记。
- 1923年3月-9月，突厥斯坦共产党（布）克拉斯诺沃茨克区委执行书记。
- 1923年9月-1924年，突厥斯坦共产党（布）梅尔夫区委执行书记。
- 1924年12月-1925年，土库曼共产党（布）中央监察委员会副主席，土库曼苏维埃社会主义共和国工农监察副人民委员。
- 1925年-1927年，俄共（布）中央委员会马列主义进修班学习。
- 1927年-1929年，乌克兰共产党（布）卢甘斯克州控制委员会主席。
- 1929年-1932年，苏俄下伏尔加边疆区劳工局局长。期间，1929年-1930年兼任下伏尔加边疆区普加乔夫区苏维埃执行委员会去富化委员会主席。
- 1932年-1933年，联共（布）莫斯科市委员会指导员。
- 1933年-1937年，联共（布）莫斯科州基洛夫地区党委第一书记。
- 1937年5月-8月，联共（布）莫斯科市委第二书记。
- 1937年8月-1938年6月，白俄罗斯共产党（布）中央第一书记，在白俄罗斯开展大清洗。
- 1938年7月-10月，楚瓦什苏维埃社会主义自治共和国人民委员会主席。
- 1938年9月-1940年4月，联共（布）楚瓦什苏维埃社会主义自治共和国党委代理第一书记、第一书记。
- 1940年4月起，全苏木材合作社委员会主席团副主席，莫斯科一家工厂厂长。
- 1942年3月4日于莫斯科逝世，享年52岁。

沃尔科夫是联共（布）15,17-18大，第18次代表会议代表，第18届中央审计委员；第1届苏联最高苏维埃联盟院代表。